# Кухињска дебата
Кухињска дебата (енгл. Kitchen Debate, рус. Кухонные дебаты) популарни је назив вербалне расправе од 24. јула 1959. године, на Америчкој националној изложби у московском парку „Соколники“, између тадашњег совјетског премијера, Никите Хрушчова и потпредседника САД, Ричарда Никсона. У медијском смислу, ово представља један од најзначајнијих догађаја из периода Хладног рата, с обзиром на то да је Хрушчов словио за лидера комунистичког света, а Никсон за тврдокорног антикомунисту.

## Ток расправе
Америчка национална изложба била је одговор на слични совјетски сајам, који се одржао у Њујорку раније исте године. Тим поводом је у парку „Соколники“ постављен модел просечне америчке куће, уређене по последњој моди, те опремљене најновијим техничким уређајима. Када су се састали на овој изложби, Никсон је повео Хрушчова у обилазак, како би му представио начин живота просечне америчке породице. Разлог због кога је цела расправа понела епитет „кухињске“, јесте због тога што су до првих несугласица, двојица државника дошли у тренутку када је Никсон Хрушчову представљао опремљеност просечне америчке кухиње. Када је амерички потпредседник показао совјетском премијеру машину за прање посуђа, овај је одвратио како и Совјети имају такве ствари, да би Никсон инсистирао како је ипак, у овом случају, реч о последњој речи технике. У наредним тренуцима, ово се претворило у расправу о разликама између капиталистичког и комунистичког односа према женама, а потом је дебата ескалирала и на теме попут квалитета живота и куповне моћи у два система. Иако су двојица државника настојала да се понашају дипломатски, после свега неколико тренутака, расправа је добила обличје праве идеолошке свађе. У тренутку уласка у телевизијски студио (који се налазио у самој модел-кући), Никсон је отворено поменуо како Совјети морају да омогуће својим грађанима јасан избор приликом куповине, без мешања владе, на шта је Хрушчов одговорио: „...Микојан воли супу са пуно бибера, ја не, па нас то не спречава да будемо у добрим односима“. Дебата се потом наставила у самом телевизијском студију, где је Хрушчов установио како САД постоји око 300 година, СССР 42 (очигледна алузија на почетак Руске револуције), а приближно су на истом техничком нивоу, најавивши да ће Совјети кроз неколико година чак и претећи Американце. Никсон је наставио да брани своју позицију, према којој СССР мора да дозволи прогрес. Расправа се недуго потом и завршила компромисом како је свако адвокат своје идеологије, руковањем и љубљењем двојице државника, те договором да снимак (са одговарајућим преводом) буде приказан у обе државе.

## Утицај
„Кухињска дебата“ био је први састанак високих званичника САД и Совјетског Савеза после Женевског самита 1955. године. У Сједињеним државама, јавност и медији су били подељени по питању Никсоновог учешћа у дебати. Њујорк тајмс је подвукао ову подељеност, тврдећи да она није допринела решењу ни једног виталног питања за односе две државе. Са друге стране, магазин Тајм је похвалио личност америчког потпредседника. У наредним месецима, ипак, порасле су симпатије за Никсона, што му је омогућило да буде републикански кандитат за председника САД на изборима 1960.

## Улога и значај телевизије
Праву занимљивост представља чињеница, да се међу експонатима, у оквиру телевизијског студија налазила и техника снимања и емитовања телевизијског сигнала у боји (то је, по свему судећи, укључивало камеру, магнетоскоп, видео траку и један телевизор у боји). Захваљујући чињеници да су камера и магнетоскоп били укључени, снимак дела дебате је сачуван, а потом и емитован на америчкој телевизији већ дан касније, 25. јула. Совјетска страна је, наводно, најпре претила да ће задржати цео снимак, уколико се овај не буде емитовао истовремено и на московској телевизији, са чиме се Никсон, у току саме расправе, сагласио. Како је америчка телевизија, ипак, самостално приказала овај одломак расправе, Совјети су уложили протест, између осталог јер је он у великој мери монтиран тако да прикаже Никсона као апсолутног победника дебате. Два дана касније, 27. јула, совјетска телевизија је емитовала снимак, који је према виђењу друге стране, био монтиран тако да прикаже Хрушчова као доминантног (наводно су тек поједине Никсонове реченице биле преведене на руски језик). Снимак „кухињске дебате“ представља један од свега неколицине најстаријих сачуваних телевизијских трака у боји, из 1950-их, који су данас доступни најширој јавности (разлоге томе треба тражити у чињеници да су телевизијске траке за снимање у боји постале доступне тек крајем те деценије).